# بئاتریس کاشلارو
بئاتریس کاشلارو (به انگلیسی: Beatrice Câșlaru) (زادهٔ ۲۰ اوت ۱۹۷۵) شناگر اهل رومانی است.